# Donje Vranovce
Donje Vranovce (cyr. Доње Врановце) – wieś w Serbii, w okręgu jablanickim, w gminie Lebane. W 2011 roku liczyła 277 mieszkańców.